# Hoành Sơn, Hà Tĩnh
Hoành Sơn là một phường thuộc tỉnh Hà Tĩnh, Việt Nam. Phường được hình thành trên cơ sở sáp nhập các phường Kỳ Nam, Kỳ Phương, Kỳ Liên và một phần xã Kỳ Lợi của thị xã Kỳ Anh cũ trong đợt Sáp nhập tỉnh thành Việt Nam 2025.

## Địa lý

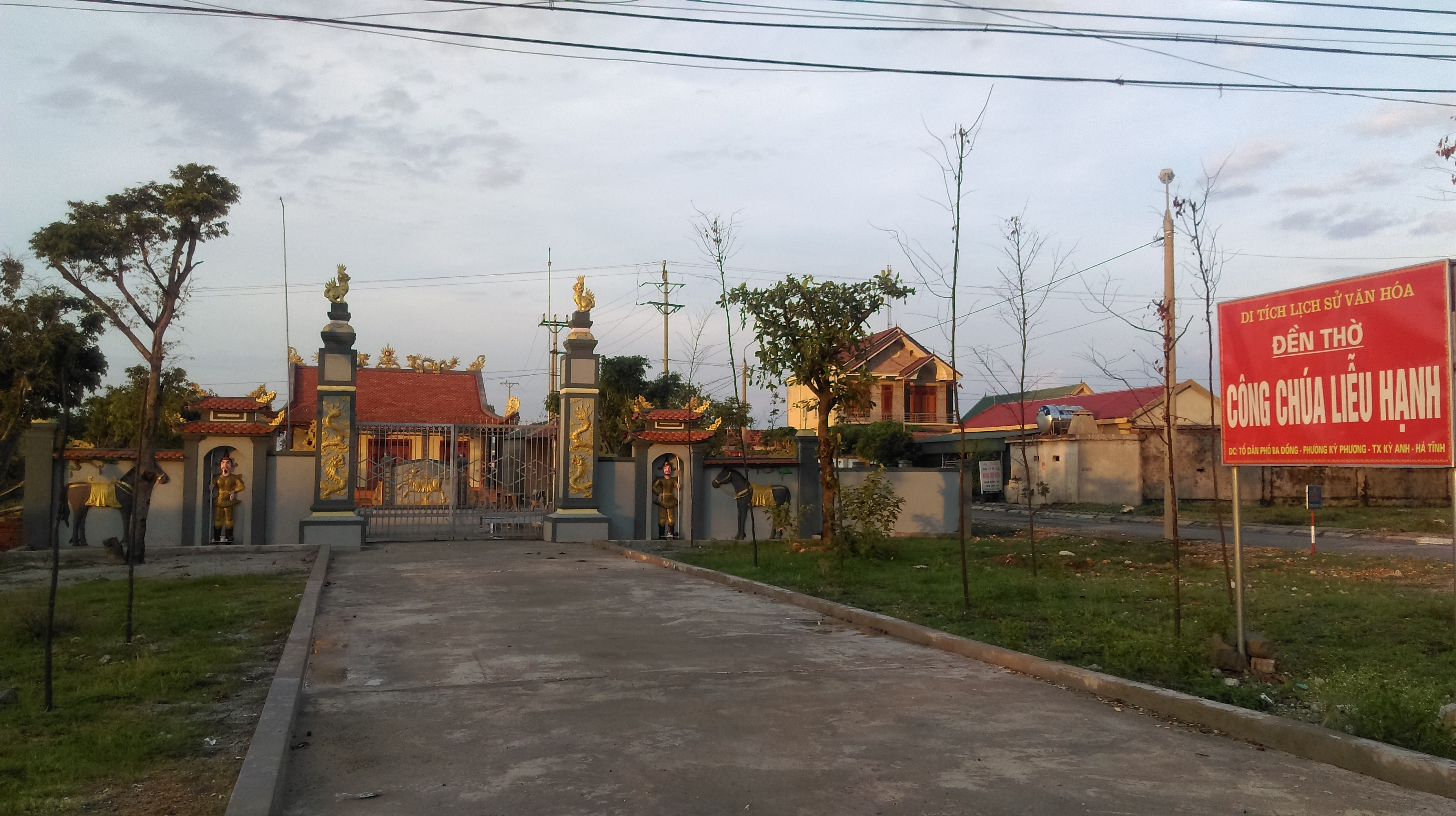
Đền thờ Công chúa Liễu Hạnh

- Phía Bắc và Tây giáp phường Vũng Áng

- Phía Đông giáp biển Đông

- Phía Nam giáp xã Phú Trạch tỉnh Quảng Trị.

Phường Hoành Sơn có diện tích 70,48 km2, quy mô dân số 21.004 người. Địa điểm đặt trụ sở đơn vị hành chính mới ở Ủy ban nhân dân phường Kỳ Phương cũ.

## Lịch sử
Phường Hoành Sơn được thành lập theo Nghị quyết số 1665/NQ-UBTVQH15 của Ủy ban Thường vụ Quốc hội Việt Nam, ban hành ngày 16 tháng 6 năm 2025. Theo đó, sắp xếp toàn bộ diện tích tự nhiên, quy mô dân số của phường Kỳ Nam, Kỳ Phương, Kỳ Liên và một phần xã Kỳ Lợi của thị xã Kỳ Anh cũ thành phường mới có tên phường Hoành Sơn.